# غايتانو فيكيرا
غايتانو فيكيرا (بالإيطالية: Gaetano Fichera)‏ (8 فبراير 1922 - 1 يونيو 1996) هو رياضياتي إيطالي عمل في مجالات التحليل الرياضي، المرونة الخطية، المعادلات التفاضلية الجزئية، مجموعة الأعداد المركبة المتغيرة، ولد في أتشيريالي وتوفي في مدينة روما.

## وصلات خارجية
- غايتانو فيكيرا في شجرة علماء الرياضيات